# Fryderyk II Gonzaga
Fryderyk II Gonzaga, właściwie: Federico II Gonzaga (ur. 17 maja 1500 w Mantui, zm. 28 sierpnia 1540 w Marmirolo) – władca włoskiego miasta Mantua w latach 1519–1540 (najpierw jako markiz, potem książę), od 1536 także markiz Montferratu.
Był synem i następcą Franciszka II, markiza Mantui i Izabeli d'Este. W 1530 otrzymał tytuł księcia, a rodzina Gonzaga została dynastią książęcą. Fryderyk wybudował pod Mantuą Palazzo Te jako swoją rezydencję letnią.
5 października 1531, w Casale poślubił Małgorzatę Paleologinę (córkę Wilhelma IX Paleologa, markiza Montferrat, i Anny d'Alençon). Dzięki temu małżeństwu rodzina Gonzaga odziedziczyła po ich śmierci (i wymarciu męskiej linii Paleologów) markizat Monferratu. Fryderyk i Małgorzata mieli siedmioro dzieci:
- Eleonorę Gonzagę,
- Annę Gonzagę,

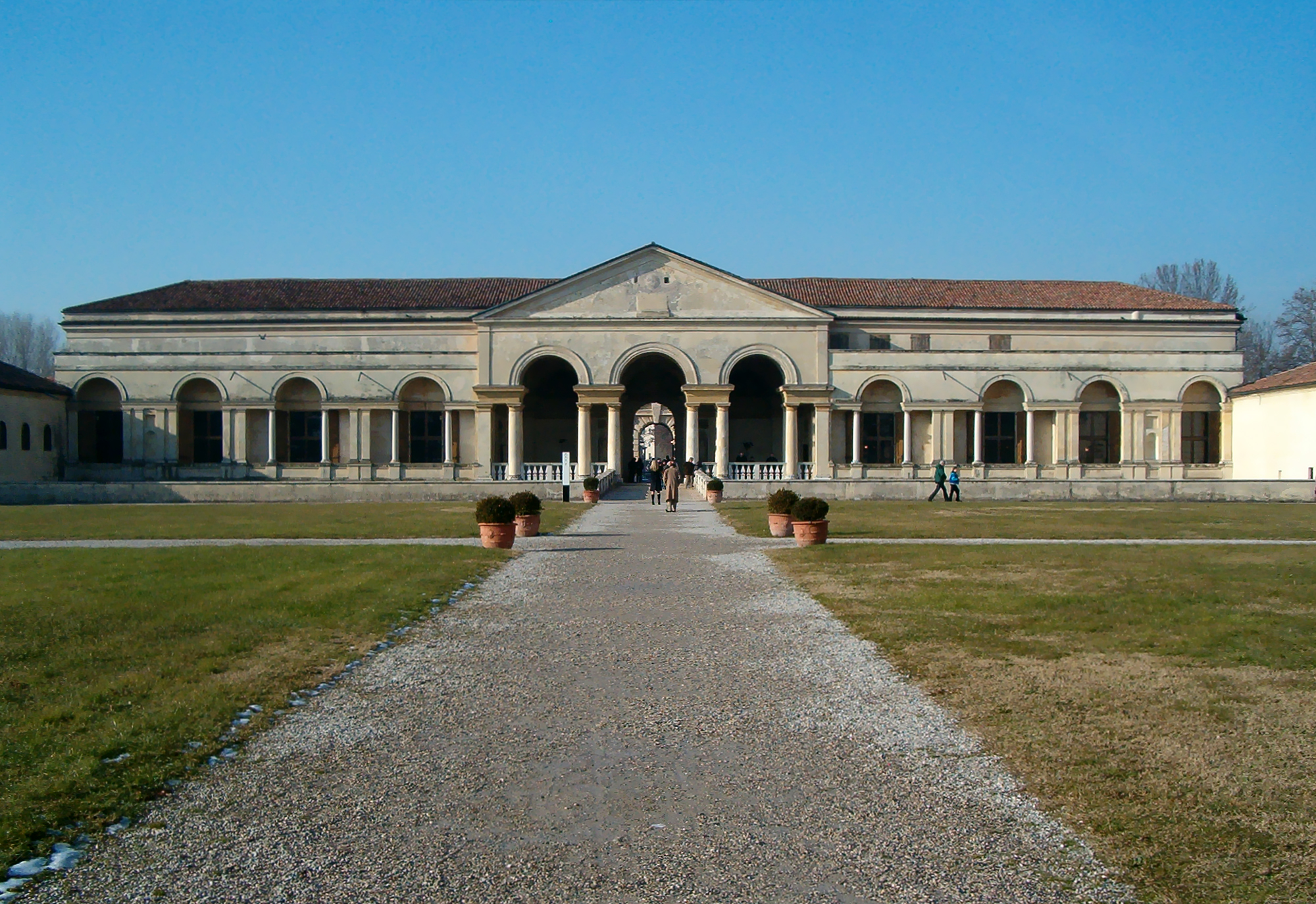
Palazzo Te (pod Mantuą)

- Franciszka III Gonzagę, księcia Mantui (1532–1550),
- Isabellę Gonzagę, żonę Francesca Fernanda Avalos,
- Wilhelma I Gonzagę, księcia Mantui (1538–1587),
- Ludwika Gonzagę, księcia de Nevers (1539–1595), ojca Karola I - księcia Mantui,
- Fryderyka, kardynała Gonzagę (1540–1565).